# Valérie de Gasparin

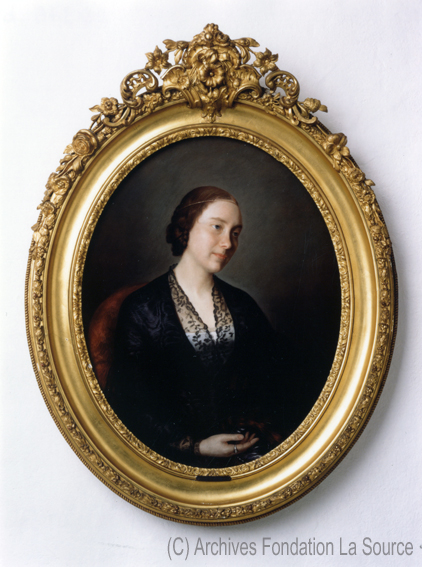
Valéria de Gasparin

Valérie Boissier, condessa de Gasparin (13 de setembro de 1813 – 1894) foi uma romancista suíça. Foi porta-voz de temas como liberdade, igualdade e criatividade.

## Biografia
Boissier nasceu em Genebra. Foi casada com Agénor de Gasparin. Viveu grande parte de sua vida no distrito de Vaud, na Suíça, e foi uma escritora prolífica sobre religião, temas sociais e viagens. Ela era uma conspícua oponente de inovações religiosas e sociais. Vários de seus livros foram traduzidos para o inglês, sendo que seus livros de 1859 foram lidos amplamente nos Estados Unidos.
Ela abriu, junto com seu cônjuge, a primeira escola de enfermagem do mundo:  L'école La Source.

## Obras
Além de várias traduções de obras inglesas e estadunidenses, Boissier publicou:
- Le mariage au point de vue chrétien, uma obra que ganhou o prêmio Montyon da Academia Francesa (1842)
- Allons faire fortune à Paris (1844)
- Un livre pour les femmes mariées (1845)
- Il ya des pauvres à Paris et ailleurs, que também ganhou o prêmio Montyon (1846)
- Quelques défauts des Chrétiens d'aujourd'hui (1853)
- Des corporações monastiques au sein du protestantisme (1855)
- Les horizons prochains (The Near Horizon, 1859)
- Les horizons célestes (The Heavenly Horizons, 1859)
- Vesper (1861)
- Les tristesses humaines (Human Sadness, 1863)
- Au bord de la mer (By the Sea Shore, 1866)
- La lèpre sociale (1870)
- Viagem no Sul por um Ignoramus
- Read and Judge, críticas ao Exército da Salvação
- Under French Skies or Sunny Fields and Shady Woods (1888)
- Edelweiss: poésies; l'auteur des horizons prochains (1890)
- Sur les montagnes (1890)